# Буцнівська сільська рада
Буцні́вська сільська́ ра́да — адміністративно-територіальна одиниця та орган місцевого самоврядування в Тернопільському районі Тернопільської області. Адміністративний центр — село Буцнів.

## Загальні відомості
Буцнівська сільська рада утворена в 1939 році.
- Територія ради: 23,23 км²
- Населення ради: 1 439 осіб (станом на 2001 рік)
- Територією ради протікає річка Серет

## Населені пункти
Сільській раді були підпорядковані населені пункти:
- с. Буцнів
- с. Серединки

## Населення
Згідно з переписом УРСР 1989 року чисельність наявного населення сільської ради становила 1534 особи, з яких 694 чоловіки та 840 жінок.
За переписом населення України 2001 року в сільській раді мешкало 1439 осіб.

### Мова
Розподіл населення за рідною мовою за даними перепису 2001 року:
| Мова       | Відсоток |
| ---------- | -------- |
| українська | 99,86 %  |
| російська  | 0,07 %   |

## Склад ради
Рада складалася з 16 депутатів та голови.
- Голова ради: Мац Марія Петрівна

### Керівний склад попередніх скликань
- Головатий Богдан Васильович (1998–2006[джерело?])

| Прізвище, ім'я, по батькові | Основні відомості                                                 | Дата обрання | Дата звільнення |
| --------------------------- | ----------------------------------------------------------------- | ------------ | --------------- |
| Мац Марія Петрівна          | Сільський голова, 1963 року народження, освіта вища, позапартійна | 26.03.2006   | 31.10.2010      |
| Мац Марія Петрівна          | Сільський голова, 1963 року народження, освіта вища, позапартійна | 31.10.2010   |                 |

Примітка: таблиця складена за даними сайту Верховної Ради України

### Депутати
За результатами місцевих виборів 2010 року депутатами ради стали:

#### За суб'єктами висування
| Суб'єкт висування                     | Кількість обраних депутатів | %    |
| ------------------------------------- | --------------------------- | ---- |
| Самовисування                         | 15                          | 93,8 |
| Політична партія Народний Рух України | 1                           | 6,3  |

#### За округами
| № округу                              | Прізвище, ім'я, по батькові     | Дата визнання обраним | Освіта             | Партійна приналежність      | Відомості про обраного депутата                      |
| ------------------------------------- | ------------------------------- | --------------------- | ------------------ | --------------------------- | ---------------------------------------------------- |
| Політична партія Народний Рух України |                                 |                       |                    |                             |                                                      |
| 8                                     | Стецько Богдан Васильович       | 31.10.2010            | середня спеціальна | член Народного Руху України | ПП ФОП «Бережной», робітник                          |
| Самовисування                         |                                 |                       |                    |                             |                                                      |
| 1                                     | Рудий Олег Тарасович            | 31.10.2010            | вища               | позапартійний               | приватний підприємець                                |
| 2                                     | Назвальський Богдан Григорович  | 31.10.2010            | середня спеціальна | позапартійний               | Буцнівська загальноосвітня школа І-ІІІ ст., завгосп  |
| 3                                     | Гальчак Роман Володимирович     | 31.10.2010            | вища               | позапартійний               | тимчасово не працює                                  |
| 4                                     | Залісковий Олег Володимирович   | 31.10.2010            | середня спеціальна | позапартійний               | тимчасово не працює                                  |
| 5                                     | Трут Володимир Михайлович       | 31.10.2010            | середня спеціальна | позапартійний               | тимчасово не працює                                  |
| 6                                     | Шершун Ігор Петрович            | 31.10.2010            | середня спеціальна | позапартійний               | тимчасово не працює                                  |
| 7                                     | Вацковський Олександр Дмитрович | 31.10.2010            | вища               | позапартійний               | Буцнівська сільська Рада, секретар                   |
| 9                                     | Гуменний Роман Павлович         | 31.10.2010            | середня            | позапартійний               | тимчасово не працює                                  |
| 10                                    | Ціцюра Михайло Миколайович      | 31.10.2010            | середня            | позапартійний               | ТЗОв «Завод „Альфа-газпромкомплект“», робітник       |
| 11                                    | Галайко Іван Васильович         | 31.10.2010            | середня            | позапартійний               | приватне підприємство                                |
| 12                                    | Губиш Наталія Євгенівна         | 31.10.2010            | вища               | позапартійна                | ВАТ «Укртелеком»                                     |
| 13                                    | Сорока Андрій Васильович        | 31.10.2010            | середня            | позапартійний               | тимчасово не працює                                  |
| 14                                    | Сташків Нестор Микитович        | 31.10.2010            | середня            | позапартійний               | тимчасово не працює                                  |
| 15                                    | Смоляк Мирослава Мирославівна   | 31.10.2010            | вища               | позапартійна                | Серединківська загальноосвітня школа І ст., директор |
| 16                                    | Сорока Любов Дмитрівна          | 31.10.2010            | середня            | позапартійна                | тимчасово не працює                                  |